# Fillia Afosoe
Fillia Afosoe is een Paramaccaans vertelster.
Fillia Afosoe is afkomstig uit Paramaccaans gebied aan de Marowijnerivier. Bij het indertijd nog in Paramaribo functionerende Summer Institute of Linguistics verscheen van haar de Paramakaanse vertelling Sama sani a na yu sani (1988) over hoe een klein meisje bij haar oudoom komt te wonen, later in Nickerie Sinterklaas en Zwarte Piet ziet en uiteindelijk weer bij haar moeder terugkeert. Verder verscheen van haar Holi san yu abi (1989) - Nederlands: Wees tevreden met wat je hebt - dat in een Nederlandse vertaling van A.L. Bosch verscheen in de bloemlezing Mama Sranan; 200 jaar Surinaamse verhaalkunst (1999).